# Limnephilus subnitidus
Limnephilus subnitidus là một loài Trichoptera trong họ Limnephilidae. Chúng phân bố ở miền Cổ bắc.